# Telangana Rashtra Party
El Telangana Rashtra Party (Telangana Nation's Party TRP) és un partit polític de l'estat de Telangana i abans d'Andhra Pradesh, a l'Índia, partidari de l'estat separat a Telangana fins que es va aconseguir. Fou fundat a Hyderabad (Índia) l'11 d'octubre de 2002 per dos polítics: G. Innaiah (conegut con Gade Inna Reddy) que havia estat secretari de districte del Partit Comunista de l'Índia-Grup Guerra Popular (People's War Group), i A. R. Ramesh Kumar, secretari general del Telangana Rashtra Samithi. El primer fou elegit president i el segon vicepresident. La bandera del partit és verda amb un mapa de Telangana en blanc.